# Longicoris
Longicoris is een geslacht van wantsen uit de familie van de Alydidae (Kromsprietwantsen). Het geslacht werd voor het eerst wetenschappelijk beschreven door Ahmad in 1968.

## Soorten
Het genus bevat de volgende soort:

- Longicoris pallida Ahmad, 1968